# 17. Infanterie-Division
La 17. Infanterie-Division (17ª divisione di fanteria) fu un'unità della Wehrmacht attiva prima e durante la Seconda guerra mondiale. Fu formata nel 1934; prese parte a molte delle campagne della Wehrmacht, finendo per essere decimata nel gennaio del 1945. Ricostituita in Germania, si arrese agli Alleati nel maggio dello stesso anno. La Divisione fu responsabile di molti crimini di guerra.

## Storia
L'unità fu formata l'ottobre del 1934 a Norimberga sotto la designazione di Wehrgauleitung Nürnberg. Poco dopo la sua creazione fu rinominata Artillerieführer VII. Anche se creata come divisione en cadre fin dall'inizio, entrambi i nomi erano destinati a suggerire unità molto più piccole, in quanto le forze armate tedesche erano ancora soggette ai limiti imposti dal Trattato di Versailles. Dopo che Hitler annunciò la creazione della Wehrmacht nell'ottobre del 1935, rompendo di fatto il trattato, l'unità venne rinominata 17. Infanterie-Division.
L'organico delle unità reggimentali di questa Divisione fu formato con l'espansione del 21º reggimento fanteria Bavarese della 7ª Divisione di Fanteria del Reichswehr. La divisione prese parte all'annessione dell'Austria nel marzo del 1938. Durante l'Invasione della Polonia fu rinforzata con elementi provenienti dalla famigerata Leibstandarte Adolf Hitler e assegnata all'8ª Armata del generale Johannes Blaskowitz. Sotto il comando del generale Herbert Loch la divisione prese parte a pesanti scontri in Silesia e successivamente nei pressi di Łódź. A Pabianice si trovò a combattere con elementi della 28ª Divisione di Fanteria polacca e con la Brigata di Cavalleria Wołyńska. Dopo la guerra, i polacchi accusarono la divisione di aver commesso atrocità.

### Dopo l'invasione della Polonia
Dopo l'invasione della Polonia l'unità fu ricondotta in Germania per poi prendere parte alla Campagna di Francia facendo parte del XIII Corpo. Dopo di ciò, nell'estate del 1940, la divisione si addestrò per prendere parte alla poi abortita invasione dell'Inghilterra. Nel 1941 partecipò all'Operazione Barbarossa essendo parte del Gruppo d'Armate Centro. Nell'autunno del 1941 prese parte alla Battaglia di Mosca. Nel giugno del 1942, dopo aver subito ingenti perdite, fu riportata in Francia. Nell'aprile del 1943 la divisione ritornò sul Fronte orientale, dove combatté lungo il corso del Mius, a Nikopol', a Uman', a Chișinău e a Iași. Nell'agosto del 1944 l'unità fu trasferita in Polonia per distruggere le teste di ponte sovietiche sulla Vistola, intorno Warka e Radom, dove rimase fin quando non fu seriamente danneggiata durante l'offensiva sovietica sulla Vistola nel gennaio 1945. La divisione fu ricostituita dai suoi resti e combatté tra l'aprile ed il maggio del 1945 nell'area intorno Görlitz. Alla fine della guerra era stanziata sui Monti dei Giganti.

### Crimini di guerra
Durante la guerra, i soldati della 17ª divisione commisero una serie di crimini di guerra, in particolare in Polonia, durante la campagna del 1939. Un'indagine del KBZPNP, il predecessore dell'Istituto della Memoria Nazionale, stabilì che il primo crimine di guerra si verificò tra il 3 e 4 settembre 1939 nelle vicinanze di Złoczew. In un omicidio di massa su larga scala, i soldati della 17ª divisione bruciarono circa l'80% degli edifici della città e uccisero senza processo circa 200 cittadini polacchi di etnia polacca ed ebraica, dei quali solo 71 furono identificati dopo la guerra, mentre fu impossibile stabilire l'identità delle rimanenti vittime, essendo questi rifugiati di guerra sconosciuti agli abitanti locali. Alcune delle vittime furono bruciate vive, mentre i corpi di altre persone furono gettati nelle case in fiamme.
Dopo la guerra le autorità polacche presentarono all'ufficio del Procuratore della Germania Ovest i documenti dell'inchiesta, nonché le informazioni dettagliate sulle 71 vittime identificate. Tuttavia, quest'ultimo rifiutò di perseguire i crimini di guerra per vari motivi. Le autorità tedesche sostennero che era impossibile determinare quale unità della 17ª Divisione prese parte ai crimini siccome il diario di guerra del reggimento SS-Leibstandarte Adolf Hitler era monco del primo capitolo. Inoltre, i procuratori tedeschi sostennero che i fatti descritti dai testimoni devono essere direttamente connessi alla guerra, in particolare alla lotta contro i partigiani e che tutte le vittime civili erano ostili nei confronti delle forze tedesche.
Gli unici due casi che furono presi in carico furono quelli riguardanti l'omicidio di un bambino di un anno e mezzo, ucciso con il calcio del fucile da un soldato tedesco, ed il ferimento di una donna gettata in una casa data alle fiamme. Il primo caso fu spiegato come un crimine comune (e come tale soggetto a non rivendicazione), mentre il secondo fu rifiutato per l'impossibilità di trovare il diretto responsabile. Lo stesso ragionamento fu applicato per il caso di dieci contadini polacchi, uccisi nei pressi del villaggio di Grójec Wielki, dopo che un aereo da ricognizione polacco sorvolò la zona.
In un caso separato di indagine da parte dopo la guerra, la commissione KBZPNP richiese l'azione penale nei confronti dei comandanti della 10ª e 17ª divisione, che parteciparono all'omicidio di massa di alcune decine di polacchi nel villaggio di Włyń vicino Łódź. In effetti, la commissione polacca presentò alle autorità tedesche la documentazione circa sei omicidi avvenuti quel giorno. di cui si conoscevano i nomi e le cause, e sui quali si sarebbe potuto indagare sufficientemente. Tutti i casi di omicidio di civili polacchi avvenuti in quel villaggio furono respinti dall'ufficio del procuratore tedesco il 22 aprile 1974. Le autorità tedesche sostennero che non fosse impossibile che tutti quei civili che cercarono di sfuggire alle forze tedesche fossero in realtà partigiani. Questo fu il ragionamento per il caso di un certo Ochecki, che fu colpito a morte mentre cercava si trarre in salvo il bestiame da un fienile, a cui i tedeschi stessi avevano appiccato le fiamme. Le autorità tedesche sostennero che era giusto presumere che in realtà stesse scappando dai soldati tedeschi. Lo stesso ragionamento fu applicato per il caso di una persona malata di mente avvenuto lo stesso giorno.
Nel caso di Wawrzyn Piecyk, che fu ucciso mentre era ferito e privo di sensi, fu sostenuto che avrebbe potuto far finta di essere incosciente, al fine di sfuggire ai soldati tedeschi, mentre il caso di Józef Jawor, un uomo che non si fermò quando richiesto e invece si nascose nella sua casa, dove fu ucciso attraverso la porta, fu spiegato come un omicidio fatto durante un combattimento. Il caso di Maria Konieczna, una donna sorda che fu uccisa per non aver risposto ad un soldato tedesco, fu considerato un reato comune, e quindi soggetto a non rivendicazione, mentre l'uccisione di Józef Galka fu dichiarata legittima, dal momento che egli fu trovato con una foto del fratello in uniforme dell'esercito polacco, ciò era una prova che egli stesso sarebbe potuto essere un partigiano.. Nella stessa sentenza le autorità tedesche dichiararono che i pazienti del manicomio nella città di Warta, uccisi dai soldati della 17ª divisione nell'ospedale e con indosso il pigiama dell'ospedale, furono vittime di un reato comune, piuttosto che un crimine di guerra o un omicidio.
In aggiunta a ciò, il reggimento Leibstandarte, insieme alla 17ª Divisione, era famigerato per bruciare tutti i villaggi attraverso i quali passava.

## Ordine di battaglia
- Infanterie-Regiment 21
- Infanterie-Regiment 55
- Infanterie-Regiment 95 (poi rinominato Grenadier-Regiment 95)
- Artillerie-Regiment 17
- Aufklärungs-Abteilung 17
- Panzerjäger-Abteilung 17
- Pionier-Battalion 17
- Nachrichten-Abteilung 17

## Comandanti
| Nome                    | Grado           | Inizio            | Fine             |
| Herbert Loch            | Generalleutnant | 1º settembre 1939 | 28 ottobre 1941  |
| Ernst Güntzel           | Generalleutnant | 28 ottobre 1941   | 25 dicembre 1941 |
| Gustav-Adolf von Zangen | Generalleutnant | 25 dicembre 1941  | 1º aprile 1943   |
| Richard Zimmer          | Generalmajor    | 1º aprile 1943    | dicembre 1943    |
| Scheiker                | Oberst          | dicembre 1943     | gennaio 1944     |
| Paul Schricker          | Generalmajor    | gennaio 1944      | febbraio 1944    |
| Otto-Hermann Brücker    | Oberst          | febbraio 1944     | 15 marzo 1944    |
| Georg Haus              | Oberst          | 15 marzo 1944     | 1º aprile 1944   |
| Theodor Preu            | Oberst          | 1º aprile 1944    | aprile 1944      |
| Richard Zimmer          | Generalleutnant | aprile 1944       | 4 settembre 1944 |
| Max Sachsenheimer       | Generalmajor    | 4 settembre 1944  | sconosciuta      |